# Астерікс (персонаж)
Астерікс (фр. Astérix le Gaulois) — вигаданий галл і головний герой низки європейських коміксів, десяти мультфільмів і чотирьох комедійних художніх фільмів, що входять до циклу «Астерікс і Обелікс» (фр. «Astérix et Obélix ").
У цих творах Астерікс і його найкращий друг Обелікс, користуючись чарівним зіллям, звареним друїдом Панораміксом, ведуть боротьбу з римлянами на чолі з Цезарем, що вторглися в Галлію, причому героям доводиться подорожувати різними країнами та регіонами, як європейським — Італія, Швейцарія, Бельгія, Каледонія), так і екзотичнішим (Єгипет, Америка, Близький Схід, Індія, Атлантида, Барбарикон).
33 основні книги та збірки коміксів нині перекладено понад 100 різними мовами (включно з латиною та давньогрецькою) та діалектами. Астерікс популярний серед публіки у більшості європейських країн, а також у Канаді, Австралії, Новій Зеландії, Індії, Індонезії, Сінгапурі, Кенії, ПАР, Бразилії, Аргентині, Уругваї та Колумбії. Секрет популярності Астерікса полягає в тому, що цей образ відповідає вимогам аудиторії різного віку та різних національностей: візуальні ґеґи приваблють дітей, тоді як для дорослих призначені жарти, засновані на грі слів (наприклад, в іменах головних героїв) та пародіювання сучасності.

## Історія
Перший комікс про Астерікса, створений французьким художником Альбером Удерзо та письменником Рене Ґосінні, з'явився в часописі «Пілот» у 1959 році. Там же з'явилися друг Астерікса Обелікс і пес Ідефікс — «Ідефікс». 1961 року вийшла перша книга-збірка коміксів про Астерікс, «Астерікс із Галлії».
Автори коміксу вигадали ім'я спеціально, щоб воно починалося на «А», тим самим завжди перебуваючи в перших рядках каталогів коміксів. Ім'я Астерікс — кумедно спотворене на кельтський манер (пор. Верцингеторикс) слово «астериск» (у коміксах про Астерікс закінчення імен зазвичай вказує на етнічну приналежність персонажа). Астерікс має низький зріст, вуса ти і носить крилатий шолом.
У кіно роль Астерікса зіграли Крістіан Клав'є (у фільмах «Астерікс та Обелікс проти Цезаря» та «Астерікс і Обелікс: Місія Клеопатра»), Кловіс Корньяк («Астерікс на Олімпійських іграх») та Едуард Баер (« Астерікс та Обелікс у Британії»). Протягом довгих років голосом Астерікса вважався Роже Карель, проте у 2018 році з виходом мультфільму «Астерікс та таємне зілля» Астерікса вже озвучив Крістіан Клав'є.
У 2014 році вийшов комп'ютерний мультфільм «Астерікс та земля Богів». Це перший мультфільм про Астерікса та Обелікса, зроблений у форматі 3D.
На честь Астерікса були названі перший французький супутник, запущений у 1965 році, і астероїд 29401 Астерікс, відкритий у 1996 році.
Йому присвячений тематичний дитячий парк розваг (Парк Астерікс).

## Характер

Астерікс — невисокий чоловічок невизначеного віку (хоча в короткій історії «Народження Астерікса» події відбуваються «за 35 років до Цезаря», що значить, що Астеріксу приблизно 35 років), білявий, вусатий і носатий, що характерно для мешканців селища. Він завжди одягнутий в чорний жилет та червоні панталони, носить короткий меч (гладіус), яким, проте, майже ніколи не користується. Він майже ніколи не розлучається із крилатим капелюшком, крильця якого міняють положення в залежності від його настрою.
Астерікс малий, але винахідливий та відважний. Він ніколи не діє наспіх, не обміркувавши справи, за винятком випадків, коли йдеться про римлян. Любить побурчати та часто чимось незадоволений (особливо коли діло доходить до Обеліксового апетиту: «він лише трьох кабанів з'їв!»). Астерікс нерозлучний із Обеліксом, хоча часто свариться й мириться з ним. Він дещо зневажливо ставиться до чужинців та, іноді, навіть до гвардії Юлія Цезаря.

## Комікси
З 1 до 24, а також 32 та 34 комікси були видані тандемом «Госсінні та Удерзо». Комікси з 25 до 31 та 33 були створені Удерзо. З 35 номерів над коміксами працюють Жан-Ів Феррі та Дідьє Конрад. У таблиці вказано роки першого випуску коміксів у Франції.
| №  | Назва | Дата випуску                                       | Видання     | Сценарист     | Художник      |
| -- | --- | -------------------------------------------------- | ----------- | ------------- | ------------- |
| 1  | Астерікс із Галлії (фр. Astérix le Gaulois, англ. Asterix the Gaul)                                                                               | Липень 1961 р.                                     | Dargaud     | Рене Госінні  | Альбер Удерзо |
| 2  | Золотий Серп (фр. La Serpe d'or, англ. Asterix and the Golden Sickle)                                                                             | Липень 1962 р.                                     | Dargaud     | Рене Госінні  | Альбер Удерзо |
| 3  | Астерікс і Готи (фр. Astérix et les Goths, англ. Asterix and the Goths)                                                                           | Липень 1963 р.                                     | Dargaud     | Рене Госінні  | Альбер Удерзо |
| 4  | Астерікс Гладіатор (фр. Astérix gladiateur, англ. Asterix the Gladiator)                                                                          | Липень 1964 р.                                     | Dargaud     | Рене Госінні  | Альбер Удерзо |
| 5  | Втеча з Галлії (Великий бенкет) (фр. Le Tour de Gaule d'Astérix, англ. Asterix and the Banquet)                                                   | Січень 1965 р.                                     | Dargaud     | Рене Госінні  | Альбер Удерзо |
| 6  | Астерікс і Клеопатра (фр. Astérix et Cléopâtre, англ. Asterix and Cleopatra)                                                                      | Липень 1965 р.                                     | Dargaud     | Рене Госінні  | Альбер Удерзо |
| 7  | Поєдинок вождів (Велика битва) (фр. Le combat des chefs, англ. Asterix and the Big Fight)                                                         | Січень 1966 р.                                     | Dargaud     | Рене Госінні  | Альбер Удерзо |
| 8  | Астерікс у Британії (фр. Astérix chez les Bretons, англ. Asterix in Britain)                                                                      | Липень 1966 р.                                     | Dargaud     | Рене Госінні  | Альбер Удерзо |
| 9  | Астерікс і Нормани (фр. Astérix et les Normands, англ. Asterix and the Normans)                                                                   | Жовтень 1966 р.                                    | Dargaud     | Рене Госінні  | Альбер Удерзо |
| 10 | Астерікс Легіонер (фр. Astérix légionnaire, англ. Asterix the Legionary)                                                                          | Липень 1967 р.                                     | Dargaud     | Рене Госінні  | Альбер Удерзо |
| 11 | Арвернський щит (Щит вождя) (фр. Le bouclier Arverne, англ. Asterix and the Chieftain's Shield)                                                   | Січень 1968 р.                                     | Dargaud     | Рене Госінні  | Альбер Удерзо |
| 12 | Астерікс на Олімпійських Іграх (фр. Astérix aux Jeux Olympiques, англ. Asterix at the Olympic Games)                                              | Липень 1968 р.                                     | Dargaud     | Рене Госінні  | Альбер Удерзо |
| 13 | Астерікс і Казанок (фр. Astérix et le chaudron, англ. Asterix and the Cauldron)                                                                   | Січень 1969 р.                                     | Dargaud     | Рене Госінні  | Альбер Удерзо |
| 14 | Астерікс в Іспанії (фр. Astérix en Hispanie, англ. Asterix in Spain)                                                                              | Жовтень 1969 р.                                    | Dargaud     | Рене Госінні  | Альбер Удерзо |
| 15 | Чвари (Римський агент) (фр. La Zizanie, англ. Asterix and the Roman Agent)                                                                        | Квітень 1970 р.                                    | Dargaud     | Рене Госінні  | Альбер Удерзо |
| 16 | Астерікс в Швейцарії (фр. Astérix chez les Helvètes, англ. Asterix in Switzerland)                                                                | Жовтень 1970 р.                                    | Dargaud     | Рене Госінні  | Альбер Удерзо |
| 17 | Обитель богів (фр. Le Domaine des dieux, англ. The Mansions of the Gods)                                                                          | Жовтень 1971 р.                                    | Dargaud     | Рене Госінні  | Альбер Удерзо |
| 18 | Лавровий вінок Цезаря (фр. Les Lauriers de César, англ. Asterix and the Laurel Wreath)                                                            | Січень 1972 р.                                     | Dargaud     | Рене Госінні  | Альбер Удерзо |
| 19 | Віщун (фр. Le Devin, англ. Asterix and the Soothsayer)                                                                                            | Жовтень 1972 р.                                    | Dargaud     | Рене Госінні  | Альбер Удерзо |
| 20 | Астерікс на Корсиці (фр. Astérix en Corse, англ. Asterix in Corsica)                                                                              | Квітень1973 р.                                     | Dargaud     | Рене Госінні  | Альбер Удерзо |
| 21 | Подарунок Цезаря (фр. Le Cadeau de César, англ. Asterix and Caesar's Gift)                                                                        | Липень 1974 р.                                     | Dargaud     | Рене Госінні  | Альбер Удерзо |
| 22 | Велике плавання (фр. La Grande traversée, англ. Asterix and the Great Crossing)                                                                   | Липень 1975 р.                                     | Dargaud     | Рене Госінні  | Альбер Удерзо |
| 23 | Обелікс і компанія (фр. Obélix et Compagnie, англ. Obelix and Co.)                                                                                | Квітень 1976 р.                                    | Dargaud     | Рене Госінні  | Альбер Удерзо |
| 24 | Астерікс у Бельгії (фр. Astérix chez les Belges, англ. Asterix in Belgium)                                                                        | Січень 1979 р.                                     | Dargaud     | Рене Госінні  | Альбер Удерзо |
| 25 | Великий рів (фр. Le Grand fossé, англ. Asterix and the Great Divide)                                                                              | Квітень 1980 р.                                    | Albert René | Альбер Удерзо | Альбер Удерзо |
| 26 | Одіссея Астерікса (Астерікс і Чорне золото) (фр. L'Odyssée d'Astérix, англ. Asterix and the Black Gold)                                           | Жовтень 1981 р.                                    | Albert René | Альбер Удерзо | Альбер Удерзо |
| 27 | Астерікс і Син (фр. Le Fils d'Astérix, англ. Asterix and Son)                                                                                     | Жовтень 1983 р.                                    | Albert René | Альбер Удерзо | Альбер Удерзо |
| 28 | Астерікс і Чарівний килим (фр. Astérix chez Rahazade, англ. Asterix and the Magic Carpet)                                                         | Жовтень 1987 р.                                    | Albert René | Альбер Удерзо | Альбер Удерзо |
| 29 | Троянда і меч (Секретна зброя) (фр. La Rose et le glaive, англ. Asterix and the Secret Weapon)                                                    | Жовтень 1991 р.                                    | Albert René | Альбер Удерзо | Альбер Удерзо |
| 30 | Галера Обелікса (Астерікс і Обелікс у морі) (фр. La Galère d'Obélix, англ. Asterix and Obelix All at Sea)                                         | Липень 1996 р.                                     | Albert René | Альбер Удерзо | Альбер Удерзо |
| 31 | Астерікс і Актриса (фр. Astérix et Latraviata, англ. Asterix and the Actress)                                                                     | Березень 2001 р.                                   | Albert René | Альбер Удерзо | Альбер Удерзо |
| 32 | Астерікс повертається до школи (фр. Astérix et la rentrée gauloise, англ. Asterix and the Class Act)                                              | Січень1993 р (Спеціальне видання), Серпень 2003 р. | Albert René | Рене Ґосінні  | Альбер Удерзо |
| 33 | Небо впаде їм на голови (Астерікс і небо, що падає) (фр. Le ciel lui tombe sur la tête, англ. Asterix and the Falling Sky)                        | Жовтень 2005 р.                                    | Albert René | Альбер Удерзо | Альбер Удерзо |
| 34 | День народження Астерікса і Обелікса — Золота книга (фр. L'Anniversaire d'Astérix et Obélix - le Livre d'Or, англ. Asterix and Obelix's Birthday) | Жовтень 2009 р.                                    | Albert René | Рене Ґосінні  | Альбер Удерзо |
| 35 | Астерікс і Пікти (фр. Astérix chez les Pictes, англ. Asterix and the Picts)                                                                       | Жовтень 2013 р.                                    | Albert René | Жан-Ів Феррі  | Дідьє Конрад  |
| 36 | Астерікс і Загублений сувій (фр. Le Papyrus de César, англ. Asterix and the Missing Scroll)                                                       | Жовтень 2015 р.                                    | Albert René | Жан-Ів Феррі  | Дідьє Конрад  |
| 37 | Астерікс і Перегони на колісницях (фр. Astérix et la Transitalique, англ. Asterix and the Chariot Race)                                           | Жовтень 2017 р.                                    | Albert René | Жан-Ів Феррі  | Дідьє Конрад  |
| 38 | Дочка Верцингеторикса (фр. La Fille De Vercingétorix, англ. Asterix and the Chieftain's Daughter)                                                 | Жовтень 2019 р.                                    | Albert René | Жан-Ів Феррі  | Дідьє Конрад  |
| 39 | Астерікс і Грифон (фр. Asterix et le Griffon, англ. Asterix and the Griffin)                                                                      | Жовтень 2021 р.                                    | Albert René | Жан-Ів Феррі  | Дідьє Конрад  |

Комікс «12 подвигів Астерікса» є адаптацією мультфільму. Він був випущений у 1976 році й таким чином став 23-м у серії коміксів про Астерікса. Проте комікс не вважається канонічним у серії та рідко передруковується. Тільки англійські перекладачі опублікували його в «Asterix Annual 1980».
У 2007 році видавництво Albert René випустило 60-сторінковий комікс, названий «Астерікс та його друзі» (фр. Astérix et ses Amis), який складається з багатьох коротких історій. Це була данина Альберу Удерзо до його 80-річного ювілею від 34 відомих європейських художників коміксів.

## Фільми

### Анімаційні
- 1967 — «Астерікс із Галлії» (Astérix le Gaulois)
- 1968 — «Астерікс і Клеопатра» (Astérix et Cleopâtre)
- 1976 — «Дванадцять подвигів Астерікса» (Les Douze Travaux d'Astérix)
- 1985 — «Астерікс проти Цезаря» (Astérix et la Surprise de César)
- 1986 — «Астерікс в Британії» (Asterix chez les Bretons)
- 1989 — «Великий бій Астерікса» (Astérix et le Coup du Menhir)
- 1994 — «Астерікс завойовує Америку» (Astérix et les Indiens)
- 2006 — «Астерікс і вікінги» (Astérix et les Vikings)
- 2014 — «Астерікс: Земля Богів» (Astérix et la terre des dieux)
- 2018 — «Астерікс і таємне зілля» (Asterix: Le secret de la potion magique)
- 2024 — «Астерікс>»

### Мультсеріали
- 2020 — «Ідефікс і неприборкані» (Idéfix et les irréductibles)[4]
- 2023 — Мультсеріал на основі коміксу «Великий бій Астерікса», знятий у співпраці з Netflix[5]

### Фільми
У серії ігрових фільмів роль Обелікса у чотирьох картинах виконав Жерар Депардьє, а в п'ятій — Жиль Лелуш. Роль Астерікса у перших двох картинах виконав Крістіан Клав'є, у третій — Кловіс Корнійяк, у четвертій — Едуар Баер, а в п'ятій — Гійом Кане.
- 1999 — «Астерікс і Обелікс проти Цезаря» (Astérix et Obélix contre César)
- 2002 — «Астерікс і Обелікс: Місія Клеопатра» (Asterix & Obélix: Mission Cleopâtre)
- 2008 — «Астерікс на Олімпійських іграх» (Astérix aux Jeux Olympiques)
- 2012 — «Астерікс і Обелікс у Британії» (Astérix et Obélix: Au Service de Sa Majesté)
- 2023 — «Астерікс і Обелікс: Шовковий шлях» (Astérix et Obélix: L'Empire du Milieu)

## Відеоігри
- 1995 — Asterix and the Power of the Gods (Астерікс і сила богів)
- 2000 — The Gallic War («Галльська війна»)
- 2001 — Asterix Mega Madness («Астерікс: Мегабожевілля»)
- 2004 — Asterix &amp; Obelix XXL
- 2005 — Asterix & Obelix XXL 2: Mission: Las Vegum («Астерікс і Обелікс XXL 2: Місія „Лас Вегум“»)
- 2007 — Asterix at the Olympic Games ("Астерікс на Олімпійських іграх ")
- 2019 — Asterix & Obelix XXL 3: The Crystal Menhir («Астерікс та Обелікс XXL 3: Кришталевий менгір»)